# Sylviana Murni
Sylviana Murni (sinh ngày 11 tháng 10 năm 1958) là chính trị gia và công chức người Indonesia, là nghị sĩ của Hội đồng Đại diện Khu vực từ năm 2019. Trước đây bà từng là thị trưởng Trung Jakarta từ năm 2008 đến 2010 sau đó tham gia với tư cách là ứng cử viên liên danh trong cuộc bầu cử thống đốc Jakarta năm 2017.

## Đầu đời
Sylviana sinh ra ở Jakarta vào ngày 11 tháng 10 năm 1958. Bà học luật tại Đại học Jayabaya, sau đó là ngành kinh tế học tại Đại học Indonesia (thạc sĩ) và Đại học Jakarta (tiến sĩ). Năm 1981, trong học kỳ cuối cùng tại Jayabaya, bà tham gia cuộc thi tài năng Mr. & Miss Jakarta (Abang None Jakarta) do người bạn của bà đăng ký và thắng cuộc ở vị trí đầu tiên.

## Sự nghiệp
Bà bắt đầu làm việc cho chính quyền tỉnh Jakarta vào năm 1985. Bà được thăng chức nhiều lần, đến năm 1997 bà là trưởng phòng văn hóa và huấn luyện tinh thần của bộ giáo dục Jakarta. Không lâu trước khi Suharto sụp đổ, Sylviana phục vụ trong Hội đồng Đại diện Nhân dân Khu vực Jakarta từ năm 1997 đến năm 1999. Sau thời gian là thành viên cơ quan lập pháp, bà trở lại công việc hành chính, được bổ nhiệm làm trưởng phòng phát triển xã hội đến năm 2001, trưởng phòng dân số và cơ quan đăng ký hộ tịch đến năm 2004, và trưởng phòng giáo dục tiểu học đến năm 2008.
Ngày 1 tháng 4 năm 2008, bà được bổ nhiệm làm thị trưởng Trung Jakarta. Bà trở thành người phụ nữ đầu tiên giữ chức thị trưởng của 5 thành phố hành chính Jakarta. Saefullah được chỉ định kế nhiệm bà vào ngày 4 tháng 11 năm 2010. Sau đó, bà được đề cử làm ứng cử viên tiềm năng cho vị trí thư ký khu vực (cơ quan hành chính cao nhất ở Jakarta) vào năm 2014, nhưng không thành và Saefullah được chọn. Sylviana sau đó được bổ nhiệm làm phó thống đốc phụ trách du lịch và văn hóa.
Để ứng cử với tư cách là ứng cử viên liên danh với Agus Harimurti Yudhoyono trong cuộc bầu cử thống đốc Jakarta năm 2017, bà từ chức công chức vào tháng 9 năm 2016. Cả hai đã bị đánh bại ở vòng đầu tiên của cuộc bầu cử, thay vào đó Sylviana tranh cử với tư cách là ứng cử viên thượng nghị sĩ Jakarta trong cuộc bầu cử lập pháp năm 2019. Bà được bầu vào Hội đồng Đại diện Khu vực với 455.182 phiếu bầu, xếp thứ tư ở Jakarta trong tổng số bốn thượng nghị sĩ. Bà thất cử nhiệm kỳ thứ hai trong cuộc tổng tuyển cử năm 2024, xếp thứ năm ở Jakarta với chỉ bốn thượng nghị sĩ được bầu.